# Nguyễn Phúc Trăn

Porträt von Nguyễn Phúc Trăn (Chúa Nghĩa, Nguyễn Anh Tông)

Nguyễn Phúc Trăn (chữ Hán: 阮福瀕, * 22. Januar 1650, † 7. Februar 1691), auch bekannt als Nguyễn Phúc Thái, war der fünfte Nguyễn-Fürst. Er regierte von 1687 bis zu seinem Tod 1691 über den Süden Vietnams von Phú Xuân (dem heutigen Huế) aus. Sein Herrschertitel lautete Chúa Nghĩa (chữ Nôm: 主義, „Fürst Nghĩa“, wortwörtlich etwa „Gerechter Fürst“).

## Frühe Lebensjahre
Nguyễn Phúc Tần, Fürst Nguyễn Phúc Trăns Vater, hatte zwei Hauptfrauen, eine Hauptkonkubine namens Chu Thị Viên und eine Konkubine namens Tống Thị Đôi. Tống Thị Đôi ist die Mutter von Nguyễn Phúc Trăn. Phúc Trăn ist der zweite Sohn von Phúc Tần und der erste Sohn von Tống Thị Đôi.
Als Fürst Nguyễn Phúc Tầns ältester Sohn, Nguyễn Phúc Diễn, starb, erkannte Nguyễn Phúc Tần, dass sein zweiter Sohn Nguyễn Phúc Thái erwachsen und tugendhaft sei. Als Nguyễn Phúc Tần um 1687 starb, bestieg Nguyễn Phúc Trăn im Alter von 39 Jahren dem Fürstenthron und übernahm die Regierungsgeschäfte von Đàng Trong (Cochinchina).

## Politisches Wirken

### Innenpolitik
Nguyễn Phúc Trăn reduzierte Strafen und Steuern, verließ auf alte Mandarine und machte das Volk glücklich. Während seiner Regierungszeit wurden die Vorschriften für die Trauerkleidung angepasst, um die Schwierigkeiten für die Menschen bei der Durchführung der Staatstrauern zu verringern. Früher schrien und weinten sowohl junge als auch alte Menschen bei jedem Staatsbegräbnis und vernachlässigten dabei die landwirtschaftlichen Arbeiten.

#### Verlegung der Fürstenresidenz
Im Juli 1687 verlegte Fürst Nguyễn Phúc Trăn die Fürstenresidenz von Kim Long in das Dorf Phú Xuân, da das Gebiet um Phú Xuân weitläufiger und prächtiger als Kim Long war. Im Gebiet rund um Phú Xuân wurde in Bằng Sơn (dem heutigen Ngự Bình) eine Verteidigungsfront erbaut und einen prächtigen Palast und eine Zitadelle errichtet. Phú Xuân wurde später zur Hauptresidenz der Nguyễn-Kaiser. Die alte Fürstenresidenz im Dorf Kim Long (der heutige Bezirk Hương Trà, Provinz Thừa Thiên Huế) wurde zum Thái-Tông-Tempel zur Verehrung von Nguyễn Phúc Tần (Chúa Hiền), der Vater des Fürsten Nguyễn Phúc Trăn.

### Außenpolitik
Im Jahr 1688 wurde Yang Yandi, der chinesische Ming-Führer in Mỹ Tho, von seinem Leutnant Huang Jin ermordet wurde. Daraufhin baute Huang Befestigungen, bildete Soldaten aus, nutzte die Schiffe aus und hegte Gerüchten zufolge den Ehrgeiz, die Kontrolle über ganz Kambodscha zu übernehmen. Als Reaktion darauf verstärkte der kambodschanische König Chei Chettha III. seine Streitkräfte und bereitete auf dem Krieg vor. Aus diesem Grund bat Ang Nan den Fürstenhof in Phú Xuân um Hilfe.
1689 befahl Fürst Nguyễn Phúc Trăn eine Invasion nach Kambodscha. Der vietnamesische Befehlshaber zog sich jedoch zurück, nachdem er sich mit den Gesandten des kambodschanischen Königs Chei Chettha III., eine schöne Frau, getroffen hatte. Im Jahr 1690 schickte Nguyễn Phúc Trăn den General Nguyễn Hữu Hào, der Sohn des berühmten Generals Nguyễn Hữu Dật, um eine erneute Invasion nach Kambodscha zu führen. Die vietnamesischen und chinesischen Streitkräfte rückten zusammen mit den Khmer-Streitkräften von Ang Nan erneut gegen Chei Chettha III vor. Wieder einmal brachte der verführerische Gesandte von Chei Chettha III. den vietnamesischen Befehlshaber zum Gespött, indem er ihn überredete, seine Armee zurückzuziehen und auf Geschenke zu warten, die nie kamen. Nach der Invasion entließ Fürst Nguyễn Phúc Trăn Nguyễn Hữu Hào.

## Tod und Nachleben
Am 7. Februar 1691 starb Fürst Nguyễn Phúc Trăn im Alter von 43 Jahren und sein ältester Sohn, Nguyễn Phúc Chu, trat seine Nachfolge an. Als Gia Long die Macht übernahm, wurde Nguyễn Phúc Trăn mit dem Tempelnamen Anh Tông (英宗) und dem postumen Namen Thiệu Hư Toản Nghiệp Khoan Hồng Bác Hậu Ôn Huệ Từ Tường Hiếu Nghĩa Hoàng đế (紹休纂業寬洪博厚溫惠慈祥孝義皇帝) verliehen.
Eine Straße in Huế wurde nach ihm benannt.